# Reforma Athletic Club
El Reforma Athletic Club és un club de futbol mexicà de la ciutat de Mèxic.

## Història
El club fou fundat el 1894 per un grup d'anglesos residents a la Ciutat de Mèxic per poder-hi desenvolupar activitats esportives i culturals, com ara escoltar recitals o jugar a criquet. No va ser fins al 1902 que el primer equip de futbol oficial del Reforma Athletic Club es va formar. Fou fundador de la "Lliga Mexicana Amateur d'Associació Futbol" juntament amb l'Orizaba AC, México Cricket Club, Pachuca Athletic Club i el British Club AC.
El primer títol arribà la temporada 1905-06 quan finalitzà en primer lloc per davant del San Pedro Golf. Aquest fou l'inici d'una reeixida carrera en el futbol amateur, amb un total de 6 títols de campió: 1905-06, 1906-07, 1908-09, 1909-10, 1910-11 i 1911-12. L'arribada de la Primera Guerra Mundial va perjudicar de forma important l'equip, ja que molts dels seus jugadors eren britànics i van haver de marxar. Cap a l'any 1920 l'equip va tornar a reorganitzar-se, aquesta vegada amb un toc més mexicà. Va jugar fins a la temporada 1923-24 per a després desaparèixer un llarg període
L'equip reapareix l'any 1948 com a fundador de la lliga interclubs de futbol soccer amateur, juntament amb els equips Tecaya, Canarios, Deportivo Chapultepec, Tiburones, Titingo, Osos i Lusitania. L'any 2007 l'equip segueix participant en aquesta lliga amateur.

## Jugadors destacats

### Màxims golejadors del club
- 1903-04  Julio Lacaud amb 4 gols
- 1905-06  Claude M. Butlin amb 6 gols
- 1908-09  Jorge Parada amb 3 gols
- 1909-10  Robert J. Blackmore amb 4 gols
- 1910-11  Claude M. Butlin amb 2 gols

### Equips campions
1905-06

Entrenador: T. R. Phillips.

Equip: M. S. Turner, Robert J. Blackmore, Charles Blackmore, Charles M. Butlin (capità), Ebenezer Johnoson, Ted Bourchier, P. M. Bennett (2n capità), C. D. Gibson, Vicente Etchegaray, Julio Lacaud, Robert Lock, T. R. Phillips.
1906-07

Entrenador: T. R. Phillips.

Equip: M. S. Turner, Robert J. Blackmore, Charles Blackmore, Charles M. Butlin (2n capità), Ebenezer Johnoson, Ted Bourchier, P. M. Bennett, C. D. Gibson, Vicente Etchegaray, Julio Lacaud, Robert Lock, T. R. Phillips, Raymond Penny, J. Waters (capità).
1908-09

Entrenador: T. R. Phillips.

Equip: M. S. Turner, Robert J. Blackmore, Ted Bourchier, Charles M. Butlin (2n capità), Jack Ratckling, Butlin, Joseph T. Bennett, Ebenezer Johnoson, Vicente Etchegaray, Jorge Parada, Robert Lock, Julio Lacaud, T. R. Phillips, S. J. Patton (capità).
1909-10

Entrenador: T. R. Phillips

Equip: Harold N. Branch, Albert P. Fox (2n capità), Hillary Stevens, D. M. Sharp, Albert W.Woodrow, Robert J Blackmore (capità), Charles M. Butlin, Harold Payne, Herbert Sturt, H. Whitamor, Ernest Borret
1910-11

Entrenador: T. R. Phillips 

Equip: Harold N. Branch, Albert P. Fox (2n capità), Hillary Stevens, Albert W. Woodrow, Robert J. Blackmore (capità), D. M. Sharp, Charles M. Butlin, Harold Payne, Herbert Sturt, H. Whitamore, Ernest Borret.
1911-12

Entrenador: T. R. Phillips

Equip: Harold N. Branch, Albert P. Fox, Hillary Stevens, D. M., Sharp, Albert W. Woodrow, Robert J. Blackmore, Charles M Buttlin, Harold Payne, Herbet Sturt, H. Whitmore, Ernest Borret.

## Palmarès

### Tornejos nacionals

#### Era amateur
- Lliga Amateur del Districte Federal (6): 1905-06, 1906-07, 1908-09, 1909-10, 1910-11, 1911-12
- Copa Eliminatoria (1): 1923-24
- Copa Tower (1): 1908-09